# كلاوديا رايا
كلاوديا رايا (بالبرتغالية: Cláudia Raia‏) إسمها الكامل ماريا كلاوديا موتا رايا (بالبرتغالية: Maria Cláudia Motta Raia‏) هي ممثلة برازيلية ولدت في يوم 23 ديسمبر 1966 في مدينة كامبيناس في البرازيل، مثلت في عدة مسلسلات تيلينوفيلا برازيلية منها مسلسل جوليانا في سنة 1999 حيث مثلت دور هورتينسيا.

## روابط خارجية
- كلاوديا رايا على موقع IMDb (الإنجليزية)
- كلاوديا رايا على موقع ألو سيني (الفرنسية)
- كلاوديا رايا على موقع قاعدة بيانات الفيلم (الإنجليزية)
- كلاوديا رايا على موقع كينوبويسك (الروسية)